# Vespro della Beata Vergine
Vespro della Beata Vergine (Вечерня блаженной Девы), SV 206 — духовная кантата Клаудио Монтеверди на богослужебные латинские тексты, предназначенная для исполнения на вечерне в Богородичные праздники. Партитура написана для солистов, хора и барочного оркестра. В этом произведении Монтеверди применил различные техники хорового и оркестрового письма. Значение Вечерни Монтеверди (помимо чисто художественной ценности) в том, что в ней ярко запечатлён важный для истории западноевропейской музыки этап – переход от Возрождения к барокко.
Средний дискографический хронометраж кантаты составляет около 90 минут. Первое издание партитуры состоялось 1 сентября 1610 года и было посвящено Папе Римскому Павлу V под заглавием лат. Sanctissimae Virgini Missa senis vocibus ac Vespere pluribus decantandae, cum nonnullis sacris concentibus, ad sacella sive principum cubicula accommodata («Месса Пресвятой Деве для шести голосов и вечерня для нескольких голосов с некоторыми духовными песнями, подходящая для часовен и герцогских покоев»). Также данную Вечерню иногда называют «Вечерня Монтеверди 1610 года».
На момент написания "Вечерни" Монтеверди ещё оставался придворным композиторов герцогов мантуанских Гонзага. Либретто кантаты составлено из библейских и гимнографических богослужебных текстов. Общая композиция Вечерни составляет тринадцать частей, включая: версикул "Deus in adiutorium", пять псалмов, четыре мотета concertato и вокальную сонату на тексты Лоретанской литании, нескольких строф гимна "Ave maris stella" и двух магнификатов (на выбор руководителя капеллы, исполняющей Вечерню). За богослужением исполнение данной Вечерни сопровождалось исполнением григорианских антифонов конкретного богородичного праздника. В этой кантате Монтеверди продемонстрировал как новый стиль музыки «seconda pratica», например, в своих операх, так и старый стиль prima pratica, построив псалмы и магнификат в традиционной технике вариаций на cantus firmus. Состав исполнителей Вечерни включает в себя максимум десять певцов, а также инструменталистов: корнеты, скрипки, виолу да браччо и бассо континуо. После создания партитуры Монтеверди отправился в Рим, чтобы лично доставить композицию Папе, а книга партий Вечерни находится в Библиотеке Ватикана.
Ни одно прижизненное исполнение Вечерни не может быть однозначно идентифицировано по сохранившимся документам. хотя некоторые части произведения могли быть исполнены в герцогских капеллах в Мантуе и в базилике Сан-Марко в Венеции, где композитор стал музыкальным руководителем в 1613 году. Работа вновь привлекла внимание музыковедов и исполнителей уже в XX веке. Главный дискуссионный вопрос: является ли Вечерня Монтеверди циклом в современном понимании, либо это очередной сборник музыки для оформления католической вечерни. Также учёные обсуждают значение отдельных («дополнительных») частей, музыкальных инструментов, ключей и прочие вопросы аутентичного исполнительства.
Первая запись отрывков Вечерни выпущена в 1953 году; многие последующие записи представляли всю музыку, напечатанную в 1610 году. В некоторых записях и концертах для создания аутентичной атмосферы чинопоследования добавлены проприальные антифоны, в то время как другие аутентисты строго воспроизводят только то, что напечатано в оригинальном издании. 

## История создания

### Монтеверди в Мантуе
Монтеверди, родившийся в Кремоне в 1567 году, был придворным композитором герцогов Гонзага (Мантуя) с 1590 по 1612 года. Его деятельность началась в качестве виолиста под руководством герцога Винсента Гонзага, а в конце 1601 года впоследствии Монтеверди был повышен до звания музыкального руководителя капеллы. Он отвечал за духовную и светскую музыку, исполнявшуюся при дворе герцога, за регулярные церковные богослужения и вечера по пятницам, а также за чрезвычайные события. В то время как Монтеверди был придворным музыкантом в Мантуе, уже начал формироваться оперный жанр, сначала как развлечение для знати, а затем стал публичным музыкально-театральным жанром. Первым произведением, которое сейчас считается полноценной оперой, — стала «Дафна» Якопо Пери, написанная в 1597 году. В новом жанре полная история рассказывается через персонажей; а также ритурнели и ансамблевые сцены, вокальные партии включали речитатив, ария и ариозо. Первой оперой Монтеверди стал «Орфей», премьера которого состоялась в 1607 году. Герцог быстро осознал потенциал этой новой музыкально-театральной формы для повышения престижа тех, кто желал её спонсировать.
Монтеверди писал части своей "Вечерни" по отдельности, параллельно курируя герцогские богослужения, отвечая за герцогские богослужения, которые проводились в часовне Санта-Кроче герцогского дворца. Он завершил крупномасштабную работу в 1610 году. Возможно, он сочинил Вечерню, стремясь к лучшему стилю, поэтому конечный результат работы демонстрирует его высшее композиторское мастерство и владение различными стилями литургических жанров латинской традиции. композиторские способности в большом разнообразии стилей. "Вечерня" стала первым за 30 предыдущих лет после его первых опытов в этом жанре и отличается синтезом стилей как первой, так и второй практик в различных литургических формах.

### Вечерня

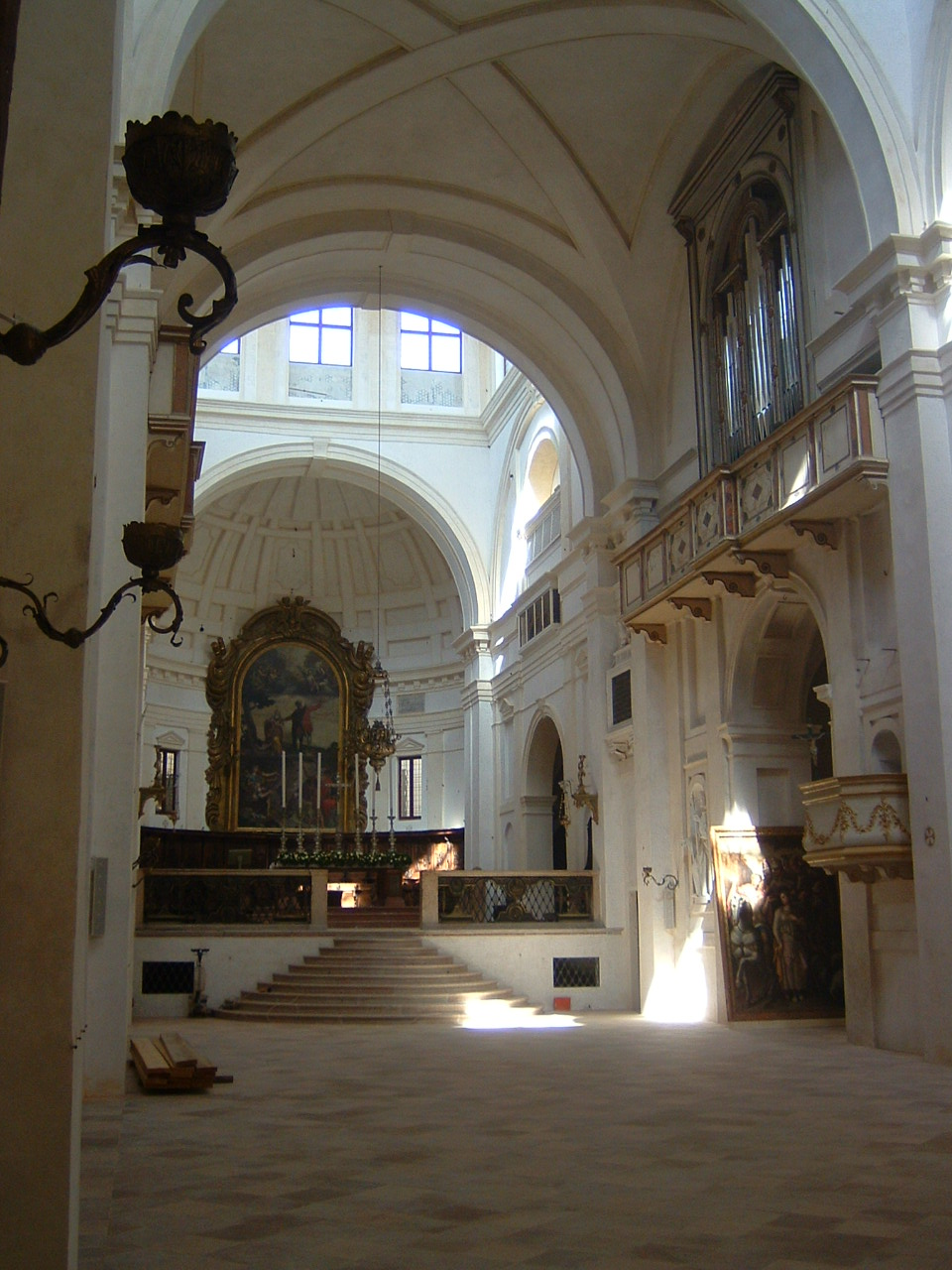
Базилика Сан-Барбара, церковь дворца герцогов Мантуанских

Литургическая вечерня — это вечерняя молитвенная служба. По латинскому уставу, применяемому в Римской Католической церкви, входила в состав богослужений Оффиция (аналог в Православии — Часы). Во времена Монтеверди её богослужебным языком являлась латынь. Вечерня в то время состояла из пяти псалмов, гимна и Магнификата. Пять псалмов для Богородичных праздников, как и в случае с праздниками в честь других святых женщин, начинаются с 110 псалма в еврейском исчислении, но для Монтеверди 110 псалом был известен как Псалом 109 в нумерации Вульгаты:
| Псалом     | Латинский заголовок | Русский перевод инципита       |
| ---------- | ------------------- | ------------------------------ |
| Псалом 110 | лат. Dixit Dominus  | Господь сказал моему Господу   |
| Псалом 113 | Laudate pueri       | Хвалите Господа, рабы Господни |
| Псалом 122 | Laetatus sum        | Я был рад                      |
| Псалом 127 | Nisi Dominus        | Кроме Господа                  |
| Псалом 147 | Lauda Jerusalem     | Хвала Иерусалиму               |

Отдельные псалмы и Магнификат завершаются доксологией Gloria Patri. В качестве гимна для Богородичных праздников использовался "Ave maris stella". Переменные элементы, меняющиеся в зависимости от литургического события — это антифоны, вставляемые перед каждым псалом, и магнификат, которые отражают конкретный праздник и связывают псалмы Ветхого Завета с христианским богословием. Вечерня традиционно обрамлена началом стихами и респонсориями из 70 псалма, а завершается благословительным отпустом.
В обычные воскресенья вечерня могла петься на напевы cantus planus, в то время как в Великие праздники или праздники поместного святого, предпочтение отдавалось более сложной по фактуре музыке кончертанте. В своей Вечерне Монтеверди, возможно, предлагал такую музыку, не обязательно ожидая, что вся она будет исполнена за конкретным богослужением.
Монтеверди отклонился от чинопоследования типичной литургической Вечерни, добавив между псалмами мотеты («кончерти» или «сакри концентус»). В музыковедении так и не сложилось единого мнения о том, должны ли они заменять антифоны или же они художественно дополняют музыку предшествующего им псалма. Монтеверди также включил богородичную ектенью «Sancta Maria, ora pro nobis» (Святая Мария, молись о нас). Все литургические тексты составлены с использованием их псалмов и речитативных тонов в западнолитургическом пении, часто как cantus firmus.
Грэм Диксон предполагает, что обстановка исполнения Вечерни больше подходит для праздника Святой Варвары, утверждая, например, что тексты из Песни Песней применимы к любой святой женского пола, но что посвящение также подходит для Богородицы, чтобы кантата стала более удачной в маркетинговом отношении. Во всём произведении всего две Богородичные песни («Audi coelum» и «Ave maris stella»); а при исполнении вокальную сонату можно легко перетекстовать на имя любого святого.

### Первая публикация

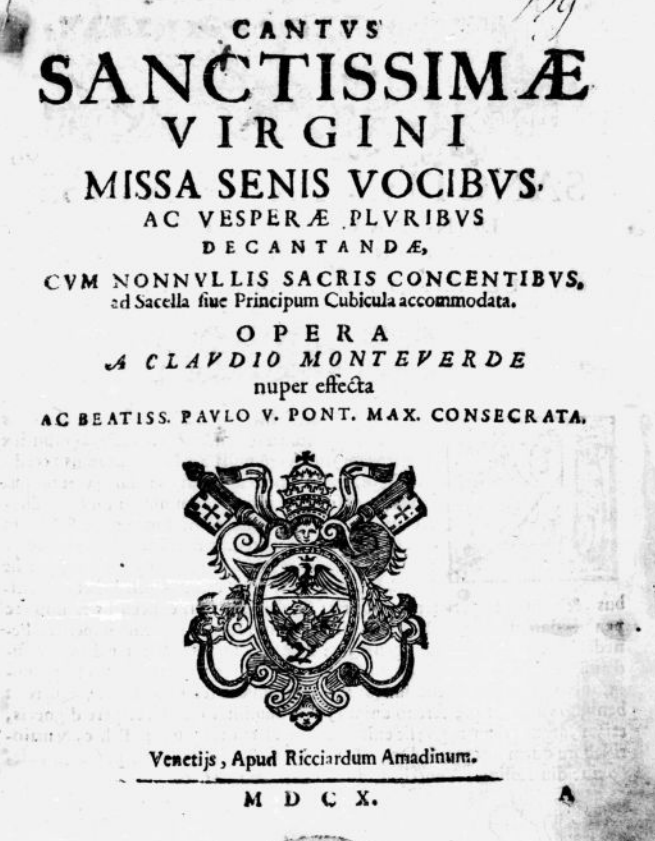
Титульный лист книги партии сопрано

Первое упоминание о публикации произведения содержится в письме помощника Монтеверди Бассано Казолы в июле 1610 года кардиналу Фердинандо Гонзага, младшему сыну герцога. Казола рассказал, что готовятся к печати две композиции, состоящие из шести частей каждая («Messa da Capella»): на мотив из "In illo tempore" Николаса Гомберта и псалмы для вечерни Богородицы ("Salmi del Vespro della Madonna"). Он описал псалмы как "различные и разнообразные изобретения и гармонии над cantus firmus", и отметил, что Монтеверди поедет в Рим, чтобы лично посвятить публикацию Папе осенью 1610 года.
Печать комплекта книг партий была осуществлена в Венеции. Издание сборников духовной музыки в Италии в 1600-1610-е годы описывалось как «быстрорастущий, очень большой и прибыльный рынок». Только в 1610 году было издано около 50 собраний, 36 из них для службы Часов и Вечерни. Руководителем издания стал Рикардо Амадино, уже публиковавший оперу Монтеверди "Орфей" в 1609 году. В то время, когда "Орфей" был издан в виде общей партитуры, "Вечерня" была напечатана в виде книги партий. Она был опубликован вместе с мессой Монтеверди Missa in illo tempore. На обложке издания 1610 года были описаны оба произведения: "Sanctissimae Virgini Missa senis vocibus ad ecclesiarum choros, ac Vespere pluribus decantandae cum nonnullis sacris concentibus ad Sacella sive Principum Cubicula accommodata" ("Месса Пресвятой Деве на шесть голосов для церковных хоров и вечерня на несколько голосов с некоторыми духовными песнями, подходящая для часовен и герцогских покоев").

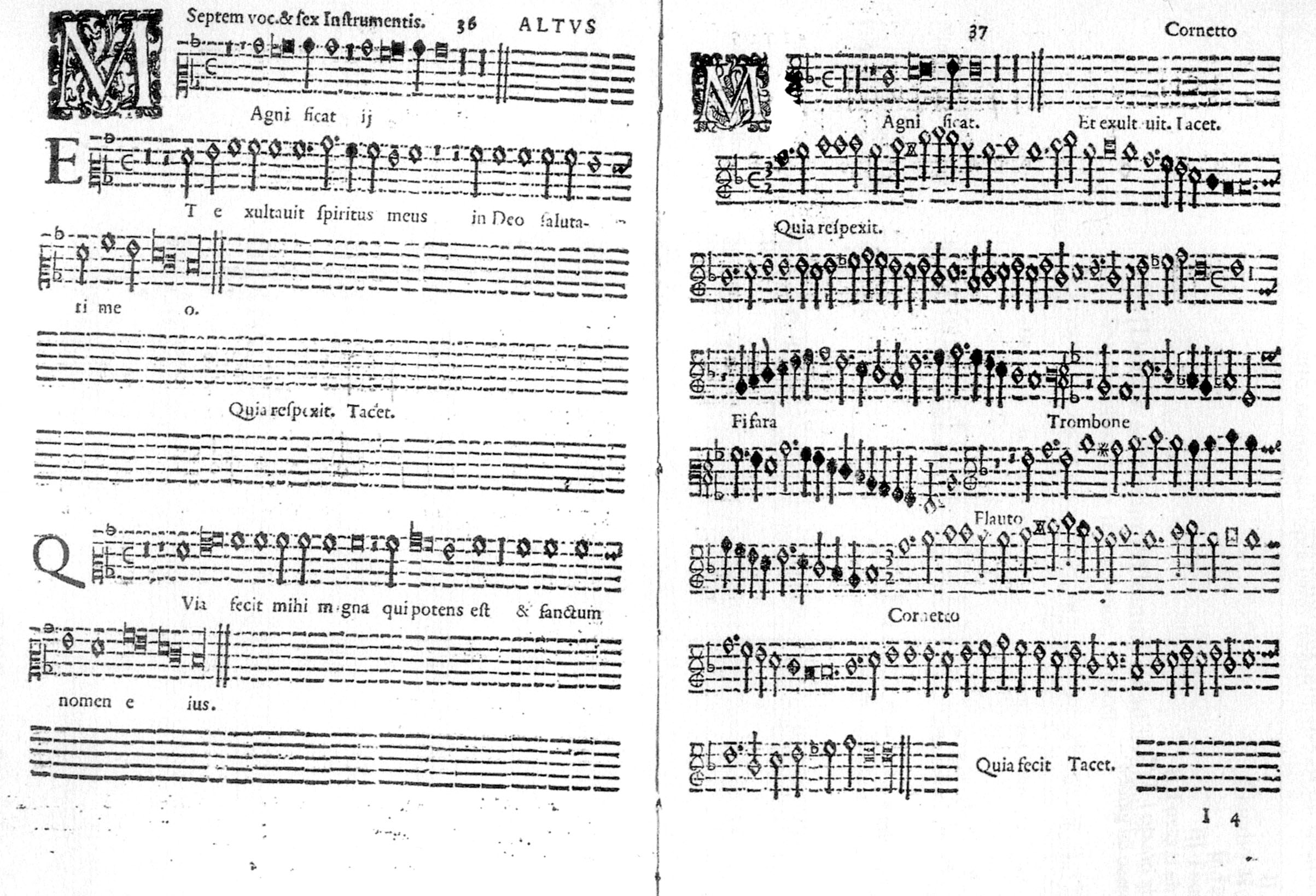
Страница из "Магнификата" Вечерни (книга партии альта), голосовая партия слева и бассо континуо справа

Одна из книг партий содержала партию бассо континуо и представляет собой своего рода краткую партитуру для более сложных частей Вечерни, озаглавленную он дает название вечерни как: "Vespro della Beata Vergine da concerto composta sopra canti firmi" (Вечерня Блаженной Девы для концертов, сочинённых на cantus firmi).
Нотация, употреблявшаяся в книге партий Монтеверди, все ещё соответствует стилю нотации эпохи Возрождения:
- Отличная от современной графика длительности нот и отсутствие тактовых черт.
- Издание в виде книги партий, а не цельной партитуры
- Бассо континуо отмечает начало текстовых строк, например Magnificat, «Et exultauit», «Quia respexit» и «Quia fecit», а также названия инструментов, например корнет, тромбон и флейта траверсо.
- Инципиты в названии украшены, например "M" в Magnificat, а в вокальных партиях инициалы строк на cantus firmus начинаются с большой буквы, например "E t exultauit ..." и "Quia respexit ...".
- Разделы, в которых голос или инструмент молчат, помечены как «Tacet.». Обозначения создают проблемы для редакторов, принимающих современную систему обозначений, которая установилась примерно через полвека после того, как была написана Вечерня[31].

Монтеверди посвятил произведение Папе Римскому Павлу V, который впоследствии посетил Мантую, и обозначил дату посвящения "1 сентября 1610 года". График публикации, похоже, привёл к тому, что некоторые части были напечатаны в спешке и пришлось внести некоторые исправления. Монтеверди посетил Рим, как и ожидалось, в октябре 1610 года, и вполне вероятно, что он доставил копию Папе, учитывая, что Папская библиотека содержит книгу партии альта. Неясно, удостоился ли он папской аудиенции. Книга альтовых партий, полученная Папой, с рукописными исправлениями сохранилась в библиотеке "Дориа Памфилий".
Около тридцати лет спустя Монтеверди написал музыку для вечерни в сборнике «Selva morale e spirituale», опубликованном в 1641 году, и в другом сборнике «Messa e Salmi» (Месса и псалмы), который был опубликован после его смерть в 1650 году. Нет никаких указаний на то, что какое-либо из его изданий духовной музыки получило второе издание.

### Последующие публикации
При жизни Монтеверди повторное издание "Вечерни" не производилось. Следующая после первого издания публикация состоялась в книге Карла фон Винтерфельда 1834 года, посвященной музыке Джованни Габриэли. Он выбрал начало Dixit Dominus и Deposuit от Magnificat, подробно проанализировав разнообразие стилей. Луиджи Торки опубликовал сонату как первую законченную часть вечерни на рубеже XIX-XX веков. Первое современное издание вечерни появилось в 1932 году как часть полного собрания сочинений Монтеверди под редакцией Джан Франческо Малипьеро. Два года спустя Ханс Ф. Редлих опубликовал издание, в котором были опущены два псалма, другие части расположены в другом порядке, а бассо континуо реализован неоригинальным путём. В 1966 году издательство Gottfried Wolters опубликовало первое научное издание Вечерни. Другие научные издания кантаты выпускали Клиффорд Бартлетт в 1986 году, Жером Рок в 1994 и Уве Вольф в 2013 году, а Антонио Дельфино произвёл редактуру Вечерни для полного собрания сочинений Монтеверди.

### История исполнения
Исторические записи не указывают, действительно ли Монтеверди совершал вечерню в Мантуе или в Риме, где ему не предложили должность. Однако точно задокументировано, что когда в 1613 году Монтеверди был назначен руководителем капеллы в Базилике Сан-Марко в Венеции в 1613 году, поэтому версия с премьерой Вечерни в ней является наиболее распространённой. Церковная музыка в Венеции хорошо задокументирована, и исполнители могут извлечь информацию для исторически обоснованных выступлений из этого знания, например, что Монтеверди ожидал, что хор будет состоять только из мужских голосов.
Вечерня монументальна по размеру и требует хора из десяти или более вокальных партий, разделённых на отдельные хоры, и семь солистов. Сольные инструментальные партии написаны для скрипки и корнетов. Антифоны, предшествующие каждому псалму, и Магнификат, написанный в более простом стиле, менялись в зависимости от случая. Некоторые учёные утверждали, что Вечерня Монтеверди не предназначалась как отдельное произведение, а скорее как собрание для чинопоследования Вечерни на выбор руководителя капеллы.
Издание Редлиха послужило основой для концертных исполнений в Цюрихе в 1935 году и частично в Нью-Йорке в 1937 году. В 1949 году оно было опубликовано, а затем использовано для первой записи в 1953 году. Первая запись произведения с добавленными антифонами была сделана в 1966 году Юргеном Юргенсом. Последующие выступления обычно были направлены на то, чтобы представить полную музыку, изданную Монтеверди.

## Музыкальный материал

### Композиция кантаты
Vespro della Beata Vergine включает в себя 13 частей. Гимн "Ave maris stella" изложена в виде семи строф с ритурнелями между ними. Магнификат состоит из двенадцати частей, которые Монтеверди написал в двух вариантах.
В следующей таблице показаны номера разделов в соответствии с редакцией 2013 года, выполненной издательством Carus, , затем в таблице приведены функции раздела в вечерне, их тексты, источники и начало текста как на латыни, так и на русском языке. В столбце для голосов есть сокращения SATB для сопрано, альта, тенора и баса. Повторяющаяся буква означает, что голосовая часть разделена, например TT означает «тенор   1 и тенор   2». Столбец инструментов часто содержит только их количество, потому что Монтеверди не всегда указывал инструменты. Бассо континуо играет повсюду, но указано ниже (как «континуо») только тогда, когда оно играет роль, независимую от других инструментов или голосов. В последнем столбце указан номер страницы начала раздела в издании Carus.
| Номер | Часть              | Источник текста                        | Инципит на латыни                    | Перевод                      | Хор          | Инструменты    | Номер страницы |
| ----- | ------------------ | -------------------------------------- | ------------------------------------ | ---------------------------- | ------------ | -------------- | -------------- |
| 1     | Стих и респонсорий | Пс. 70:1                               | лат. Deus in adjutorium meum intende | Спеши, Боже, избавить меня   | T SSATTB     | 6              | 1              |
| 2     | Псалом             | Псалом 110                             | лат. Dixit Dominus                   | Господь сказал моему Господу | SSATTB       | 6              | 7              |
| 3     | Мотет              | Песня песней                           | лат. Nigra sum                       | Я чёрный                     | T            | Бассо континуо | 18             |
| 4     | Псалом             | Псалом 113                             | лат. Laudate pueri                   | Хвалите, рабы Господни       | SSAATTBB     | Орган          | 20             |
| 5     | Мотет              | Песня песней                           | лат. Pulchra es                      | Ты прекрасна                 | 2T           | Бассо континуо | 36             |
| 6     | Псалом             | Псалом 122                             | лат. Laetatus sum                    | Я был рад                    | SSATTB       | ?              | 38             |
| 7     | Мотет              | Ис. 6:2–3 Первое послание к Иоанну 5:7 | лат. Duo Seraphim                    | Два серафима                 | 3T           | Бассо континуо | 49             |
| 8     | Псалом             | Псалом                                 | лат. Nisi Dominus                    | Кроме Господа                | SATB 2T SATB |                | 53             |
| 9     | Мотет              | Стихи неизвестного автора              | лат. Audi coelum                     | Услышь мои слова, Небеса     | 2T           | continuo       | 67             |
| 10    | Псалом             | Псалом 147                             | лат. Lauda Jerusalem                 | Хвала тебе, Иерусалим        | SAB T SAB    |                | 73             |
| 11    | Sonata             | Богородичная лития                     | Sancta Maria                         | Святая Мария                 | S            | 8              | 84             |
| 12    | Гимн               | гимн                                   | Ave maris stella                     | Звезда моря                  | SSAATTBB     |                | 106            |
| 13    | Магнификат         | Послание Луке 2:46–55 Доксология       | Магнификат                           | Величит душа моя Господа     | SSATTBB      |                | 114            |

### Описание

#### 1 Deus in adjutorium meum intende/Domine ad adjuvandum me festina

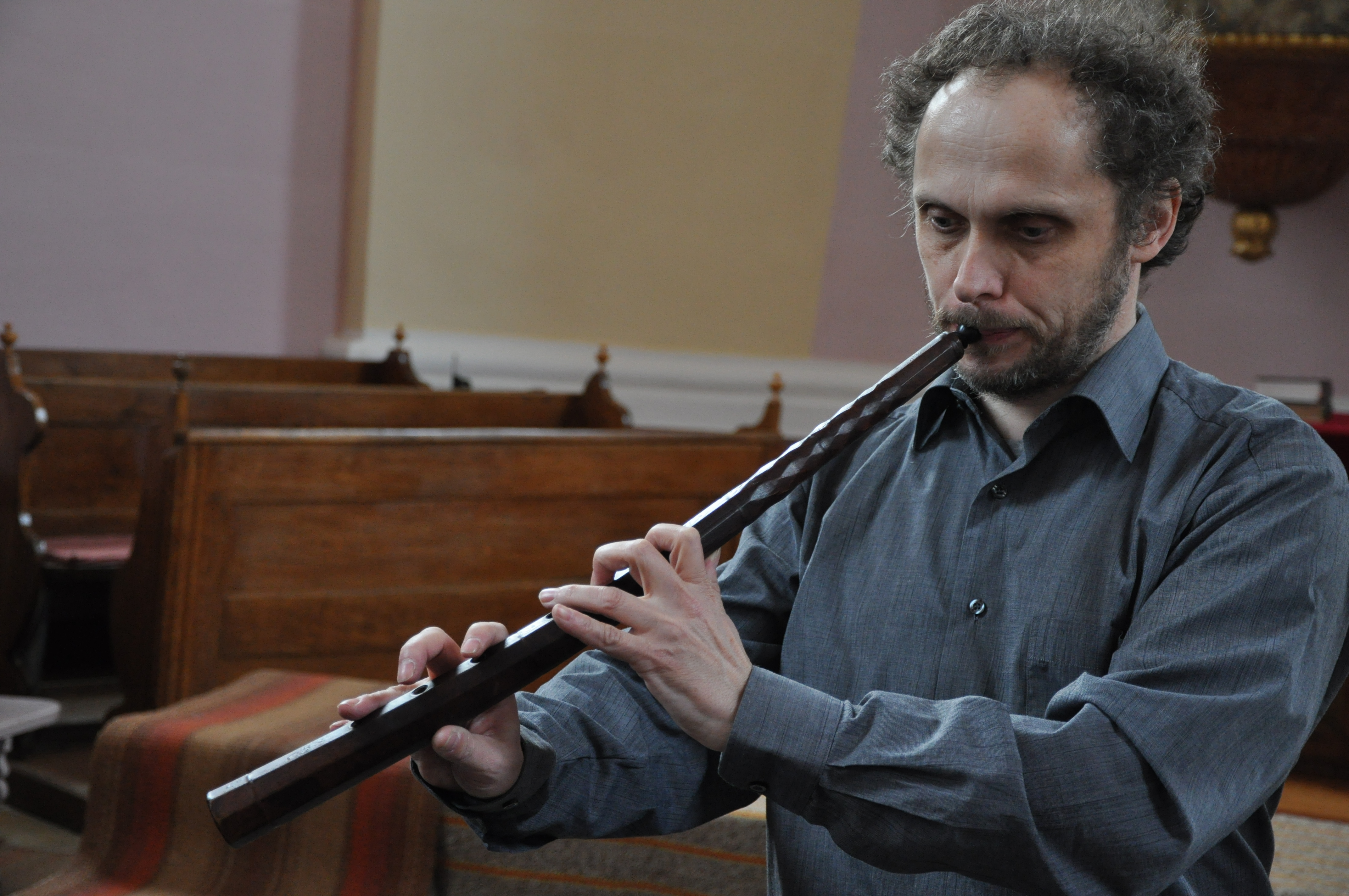
Исполнитель на корнете

Произведение открывается традиционным стихом и ответом на вечерню, начало Псалма 70 (Псалом 69 в Вульгате), лат. Deus in adjutorium meum intende. Псалом поётся тенором соло с ответом на тот же стих лат. Domine ad adjuvandum me festina, шестиголосным хором. Исполнение части сопровождается шестиголосным ансамблем, состоящего из двух корнетов, трех тромбонов (удваивающих нижние струны), струнных и бассо континуо.
Музыкальный материал основан на начальной токкате из оперы Монтеверди 1607 года «Орфей». под который хор поет фальсобордон (стиль декламации) на том же аккорде. Музыка была описана как «призыв к вниманию» и «произведение, блеск которого сочетается только с смелостью его концепции».

#### 2 Dixit Dominus
Первый псалом, Псалом 110, начинается с лат.  Dixit Dominus Dominum meum. Монтеверди написал его для шестиголосного хора с divisi сопрано и теноров и шести инструментов, прописывая в книге партий как лат.  sex Vibus & Sex Instruis. Первый тенор начинает соло на cantus firmus. Стихи в начале часто произносятся фальсобордоном, что приводит к полифоническим настройкам из шести частей.

#### 3 Nigra sum
Первый мотет начинается со слов лат.  Nigra sum, sed formosa Песни песней. Он написан для тенора соло в новом для начала XVII века стиле монодия (мелодическая сольная линия с сопровождением).

#### 4 Laudate pueri
Псалом 113 начинается со слов лат.  Laudate pueri Dominum и содержит восемь вокальных партий и бассо континуо. Второй тенор начинается соло с напевом cantus firmus.

#### 5 Pulchra es
Второй мотет начинается лат.  Pulchra es с Песни песней. Монтеверди написал его для двух сопрано, которые часто поют его параллельными терциями.

#### 6 Laetatus sum
Третий псалом - это Псалом 122, начальные слова - лат.  Laetatus sum, псалом паломничества. Музыка начинается с шагающего баса, в который первый тенор вступает с cantus firmus. Движение основано на четырёх паттернах басовой партии и включает сложные полифонические дуэты.

#### 7 Duo Seraphim
Третий мотет начинается с лат.  Duo Seraphim, текста, объединённого из книги Исайи 6: 2–3 и Первого послания Иоанна, 5:7. Монтеверди написал его для теноров. Первая часть, рассказывающая о двух ангелах, представляет собой дуэт. Когда текст обращается к посланию, в котором упоминается Троица, присоединяется третий тенор. Они поют текст «Comma Johanneum» в унисон. Вокальные партии сильно орнаментированы.

#### 8 Nisi Dominus
Четвёртый псалом, Псалом 127, открывается словами лат.  Nisi Dominus и предназначен для двух теноров, поющих cantus firmus, и двух четырёхголосных хоров, один вступает в антифон с другим.

#### 9 Audi coelum
Четвёртый мотет открывается словами лат.  Audi coelum verba mea (Слушайте мои слова, Небеса), основанными на анонимной литургической поэме. Он предназначен для двух теноров, которые поют в виде респонсория (итал.  prima ad una voce sola), и расширяется до шести голосов при слове лат.  omnes (все).

#### 10 Lauda Jerusalem
Пятый псалом, Псалом 147, начинается с лат.  Lauda Jerusalem (Хвала, Иерусалим) и предназначен для двух трёхголосных хоров (SAB) и теноров, поющих cantus firmus.

#### 11 Sonata sopra Sancta Maria
Соната представляет собой инструментальную часть с сопрано, исполняющим cantus firmus из литии Лорето (лат. Sancta Maria, ora pro nobis  –  Пресвятая Мария, молись о нас), с ритмическими вариантами.  Часть начинается с инструментального вступления, сопоставимой с парой паваны и гальярды, тот же материал сначала в двудольном метре, затем в трёхдольном. Вокальная линия появляется одиннадцать раз, а инструменты беспрерывно исполняют виртуозную музыку, напоминающую вокальные партии в мотетах.

#### 12 Hymnus: Ave maris stella

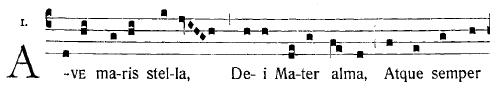
Cantus planus в "Ave maris stella"

Предпоследний раздел посвящен гимну Марии VIII века "лат.  Ave maris stella ". В его семи строфах представлен разный музыкальный материал. Мелодия в сопрано присутствует во всех строфах, кроме шестой, которая предназначен для тенора соло. Стих   1 состоит из семи частей. Стихи   2 и   3 представляют собой одну и ту же вокальную четырёхчастную форму: стих   2 для хора   1, стих   3 для хора   3. Точно так же стихи   4 и   5 предназначены для сопрано, сначала сопрано   1, затем сопрано   2. Все стихи с   1 по   5 сопровождаются одним и тем же ритурнель для пяти инструментов. Стих   7 - та же хоровая постановка, что и стих   1, за которым следует аминь.
| Номер | Часть     | Инципит                 | Хор      | Инструменты | Страница |
| ----- | --------- | ----------------------- | -------- | ----------- | -------- |
| 12a   | Versus 1  | Ave maris stella        | SSAATTBB | -           | 106      |
| 12b   | Versus 2  | Sumens illud Ave        | SATB     | -           | 108      |
| 12c   | Ритурнель |                         |          | 5           | 109      |
| 12d   | Versus 3  | Solve vincla reis       | SATB     | -           | 110      |
| 12e   | Ритурнель |                         |          | 5           |          |
| 12f   | Versus 4  | Monstra te esse matrem  | S        | -           | 111      |
| 12g   | Ритурнель |                         |          | 5           |          |
| 12h   | Versus 5  | Virgo singularis        | S        |             |          |
| 12i   | Ритурнель |                         |          | 5           |          |
| 12j   | Versus 6  | Vita praeasta puram     | T        |             |          |
| 12k   | Versus 7  | Sit laus Deo Patri Amen | SSAATTBB | -           | 112      |

Фактура гимна была осуществлена как консервативная, напевная мелодия верхним голосом повсюду. Разнообразие между строфами достигается разным количеством голосов и ритурнелями между стихами. Инструменты не указаны. Последняя строфа повторяет первую в качестве элемента арочной композиции.

#### 13 Magnificat
Последняя часть вечерни - Магнификат. Монтеверди посвящает его части каждому стиху песни, а два - славословию. В зависимости от настроения текста Магнификат оценивается для хора, состоящего из семи голосов, при пении соло, дуэтом или трио. Монтеверди использует тон Магнификата в каждой части, похожий на тоны псалма, но с «initium» (начало), что дает возможность более гармоничного разнообразия.
Издание содержит второй вариант Магнификата для шестиголосного хора и бассо континуо.

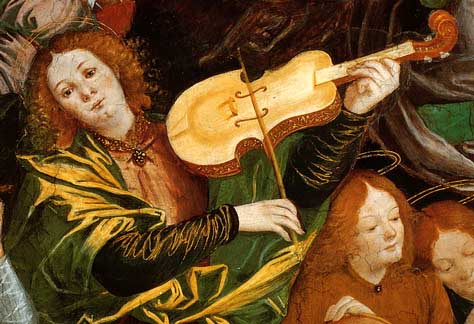
Виола да браччо на фреске Гауденцио Феррари в Санта-Мария-деи-Мираколи, ок. 1535

| Номер | Источник               | Инципит                        | Хор     | Инструменты                       | Части |
| ----- | ---------------------- | ------------------------------ | ------- | --------------------------------- | ----- |
| 13a   | Евангелие от Луки 1:46 | лат. Magnificat                | SSATTBB | 6                                 | 114   |
| 13b   | Лука 1:47              | лат. Et exultavit              | A T T   |                                   | 116   |
| 13c   | Лука 1:48              | лат. Quia respexit             | T       | корнеты, скрипки, виола да браччо | 118   |
| 13d   | Лука 1:49              | лат. Quia fecit                | A B B   | скрипки                           | 122   |
| 13e   | Лука 1:50              | лат. Et misericordia           | SSATBB  |                                   | 124   |
| 13f   | Лука 1:51              | лат. Fecit potentiam           | A       | скрипки, виола да браччо          | 126   |
| 13g   | Лука 1:52              | лат. Deposuit potentes         | T       | корнеты                           | 128   |
| 13h   | Лука 1:53              | лат. Esurientes implevit bonis | S S     | корнеты, скрипки, виола да браччо | 130   |
| 13i   | Лука 1:54              | лат. Suscepit Israel           | S S T   |                                   | 132   |
| 13j   | ЛУка 1:55              | лат. Sicut locutus est         | A       | корнеты, скрипки                  | 133   |
| 13k   | Доксология             | Gloria Patri                   | S T T   |                                   | 136   |
| 13l   | Доксология             | лат. Sicut erat in principio   | SSATTBB | tutti                             | 138   |

## Рецензии и критика
Монтеверди создал уникальную для того времени коллекцию как по стилю, так и по структуре. Стили варьируются от аккордового фальсобордона до виртуозного пения, от речитатива до полифонического склада и от аккомпанемента с бассо континуо до обширного инструментального облигато. При построении структуры Вечерни Монтеверди демонстрировал различную организацию фактуры во всех частях Вечерни.
Джон Бутт, записавший "Вечерню" в 2017 году вместе с оркестром "Dunedin Consort" используя один голос на партию, охарактеризовал вечерню:
... многоголосная фактура, виртуозный вокал, колоратура, мадригал, христианская вокальная полифония и выразительные сольные монодии и дуэты, вместе с некоторыми из самых амбициозных инструментальных композиций на сегодняшний день. Тем не менее, вся работа наполнена отсылками на литургическую музыку в ее наиболее традиционном виде, с постоянным использованием Монтеверди тонов григорианского псалма для пяти псалмов, семичастного Магнификата,   ... песнопения для Литии, интегрированной в яркую инструментальную сонату, и многострочный латинский гимн Ave maris stella.
Бутт описал первые три псалма как радикальные по стилю, в то время как два других скорее следуют многохорному стилю Габриели, предполагая, что первые три, возможно, были составлены специально с учётом публикации.
Музыковед Джефри Курцман заметил, что пять свободных по форме кончерто (или мотетов) следуют схеме: сначала увеличивают, а затем уменьшают количество певцов, с одного до трёх и обратно до одного, но они увеличивают количество исполнителей от первого до последнего мотета, добавляя больше голосов на конец четвёртого мотета и восемь инструментов играют в последнем мотете. В эстампах других композиторов такие концерты появляются как группа, обычно отсортированная по количеству голосов, в то время как Монтеверди перемежал их с псалмами.
Во времена Монтеверди было обычным делом импровизировать и вносить коррективы во время выступлений, в зависимости от акустики, а также доступности и возможностей исполнителей. Отпечаток его вечерни показывает необычные детали, ограничивающие эту свободу, например, посредством точных обозначений украшений и даже органных регистров.

## Дискография
Первой установленной записью "Вечерни", возможно, было американское выступление в 1952 году с участием музыкантов из университета Иллинойса под управлением Леопольда Стокоски. Запись была выпущена в формате LP, вероятно, в 1953 году, но, вероятна, не имела коммерческого распространения. С тех пор произведение было записано много раз в нескольких версиях, с участием как современных, так и старинных инструментов. В некоторых записях голосовые партии распределяются между хорами, в других используется концепция «один голос на часть».
В 1964 году Джон Элиот Гардинер собрал группу музыкантов для исполнения произведения в Часовне Королевского колледжа, Кембридж. Это событие стало рождением более позднего Хора "Монтеверди".  Гардинер записал вечерню дважды, в 1974 и в 1989 годах. 
Хотя некоторые музыковеды утверждают, что Монтеверди предлагал сборник музыки для вечерни, из которого можно было бы сделать выбор, большинство записей представляет композицию как единое произведение, решая, какой из двух вариантов партитуры исполнить.  Записи отличаются тем, что строго представляют то, что сочинил Монтеверди, или в литургическом контексте с добавлением антифонов для определённого праздника. В 2005 году Пол Маккреш также включил музыкальные произведения из других изданий и изменён порядок нескольких частей.

## Современное восприятие
Курцман, который делал редакцию вечерни для издательства Oxford University Press, указал: "... кажется, что Монтеверди намеревался продемонстрировать свои навыки практически во всех современных стилях композиции, используя все современные ему техники музыкальной фактуры". Монтеверди добился стилевого единства, используя напев cantus planus в качестве cantus firmus, для вступления, псалмов, ектении и магнификата. Это «строгое соблюдение тонов псалма» похоже на стиль Джованни Джакомо Гастольди, который был хормейстером в базилике Санта-Барбара в герцогском дворце в Мантуе. 
Музыковеды обсуждали такие темы, как роль «sacri concentus», «соната», инструменты, chiavette и вопросы исторически обоснованного исполнения. Уникальный подход Монтеверди к каждой части Вечерни занял место в истории.Произведение представляет интимные, молитвенные моменты в монументальном масштабе и включает светскую музыку в явно религиозное представление, в то время как его отдельные части представляют множество светских музыкальных форм - соната, мотет, гимн и псалом, которые должны быть представлены в ином качестве, нежели в привычном понимании.

## Комментарии
1. ↑  Константин Хайгенс слышал исполнение данной Вечерни при жизни Монтеверди один раз, но оно было осуществлено в день Рождества Иоанна Предтечи.[5]
2. ↑  Гардинер предположил, что Magnificat с непрерывным аккомпанементом был альтернативой для тех музыкальных групп, которым не хватало ресурсов для исполнения богато озвученной версии. Среди записей вечерни Питер Сеймур необычен тем, что выбрал Magnificat с континуо.